# نیچیرن و حمله بزرگ مغول
نیچیرن و حمله بزرگ مغول (به ژاپنی: 日蓮と蒙古大襲来 Nichiren to Mōko Daishūrai) فیلمی به کارگردانی کونیئو واتانابه است که در سال ۱۹۵۸ منتشر شد. از بازیگران آن می‌توان به کازوئو هاسه‌گاوا، شینتارو کاتسو، تاکاشی شیمورا، و ایچیکاوا رایزو اشاره کرد.
تهیه کننده این فیلم ماساایچی ناگاتا از پیروان معتقد به بوداگرایی نیچیرن است.